# Something/Anything?
Albums de Todd Rundgren
Runt. The Ballad of Todd Rundgren
(1971) A Wizard, a True Star
(1973)
Something/Anything? est le troisième album du musicien américain Todd Rundgren, édité en 1972 par Bearsville Records. Il comprend deux des plus grands succès de la carrière solo de Rundgren, I Saw the Light et Hello It's Me. L'album est considéré par les critiques comme un classique, et comme l'un des albums les plus accessibles de Rundgren. Celui-ci y développe son écriture originale et son système d'accords Todd Chords avec des basses inversées et des voicings inhabituels dans la pop music, comme dans la chanson Torch Song.

## Enregistrement
Todd Rundgren joue de tous les instruments sur la majeure partie du disque,, il est accompagné par d'autres musiciens sur la dernière face de l'édition originale, dont les frères Hunt Sales et Tony Sales qui l'accompagnaient également sur ses deux premiers albums.

## Succès commercial
Lors de sa sortie, le double album Something/Anything? est édité au format disque vinyle. Certifié disque d'or par la RIAA en février 1975, il a été réédité au format CD à plusieurs reprises depuis 1990.
Les trois singles tirés de l'album se classent dans le Billboard Hot 100. Couldn't I Just Tell You est édité en 1972 et atteint la 96e place. Il est suivi par deux des plus grands succès de la carrière solo de Rundgren, I Saw the Light et Hello It's Me, qui se classent respectivement 16e et 5e des ventes de simples aux États-Unis. Hello It's Me avait déjà été enregistré sur le premier album de Nazz, le groupe au sein duquel Rundgren a fait ses débuts. Lorsque le musicien atteint le succès commercial en plaçant un single dans le Top 10, l'album Something/Anything? est en vente depuis un an et il a déjà réalisé son album suivant, A Wizard, a True Star, sorti en mars 1973. Il refuse d'extraire d'autres singles de Something/Anything? malgré les demandes de sa maison de disques.
Le succès de ce double album ouvre bien des portes à Todd Rundgren et le propulse comme un réalisateur artistique de premier plan. Après sa sortie, Il est rapidement engagé comme producteur pour les albums de Grand Funk Railroad, The New York Dolls, Hall & Oates.

## Accueil critique
Dans l'ouvrage The Rough Guide to Rock, Nicholas Oliver note la variété des styles abordés dans Something/Anything?, de la ballade au hard rock, en passant par la power pop et le rock psychédélique. Il évoque au sujet du disque le procédé de distillation, qui permet de séparer les constituants d'un mélange (« one of the greatest distillations of popular music ever recorded. »).
Something/Anything? figure à la 10e place sur la liste The alternative top 100 albums… ever publiée en 1999 par le quotidien britannique The Guardian. Il est classé 173e dans la liste des 500 meilleurs albums de tous les temps établie en 2003 par le magazine musical américain Rolling Stone.

## Titres
Toutes les chansons sont écrites et composées par Todd Rundgren, sauf indication contraire.
| 1. | I Saw the Light                               | 2:56 |
| 2. | It Wouldn't Have Made Any Difference          | 3:50 |
| 3. | Wolfman Jack                                  | 2:54 |
| 4. | Cold Morning Light                            | 3:55 |
| 5. | It Takes Two to Tango (This Is for the Girls) | 2:41 |
| 6. | Sweeter Memories                              | 3:36 |

| 1. | Intro                             | 1:11 |
| 2. | Breathless                        | 3:15 |
| 3. | The Night the Carousel Burnt Down | 4:29 |
| 4. | Saving Grace                      | 4:12 |
| 5. | Marlene                           | 3:54 |
| 6. | Song of the Viking                | 2:35 |
| 7. | I Went to the Mirror              | 4:05 |

| 1. | Black Maria              | 5:20 |
| 2. | One More Day (No Word)   | 3:43 |
| 3. | Couldn't I Just Tell You | 3:34 |
| 4. | Torch Song               | 2:52 |
| 5. | Little Red Lights        | 4:53 |

| 1. | Overture—My Roots : Money (That's What I Want) / Messin' With The Kid | (Janie Bradford, Berry Gordy, Mel London) | 2:29 |
| 2. | Dust in the Win                                                       | Mark Klingman, Rundgren                   | 3:49 |
| 3. | Piss Aaron                                                            |                                           | 3:26 |
| 4. | Hello It's Me                                                         |                                           | 4:42 |
| 5. | Some Folks Is Even Whiter Than Me                                     |                                           | 3:56 |
| 6. | You Left Me Sore                                                      |                                           | 3:13 |
| 7. | Slut                                                                  |                                           | 4:03 |

## Personnel
Todd Rundgren interprète tous les instruments et chante, à l'exception des pistes suivantes sur la face quatre :
- "Money (That's What I Want)"
  - Todd Rundgren – guitare solo
  - Rick Valente -  chant
  - Randy Read – guitare rythmique
  - Collie Read – basse
  - Stockman – batterie
- Messin' with the Kid
  - Aucun personnel crédité
- "Dust in the Wind" (Enregistré à la Record Plant, New York)
  - Todd Rundgren – chant, piano
  - Mark Klingman – orgue Hammond
  - Rick Derringer – guitare
  - John Siegler – basse
  - John Siomos – batterie
  - Randy Brecker – trompette
  - Mike Brecker – sax ténor
  - Barry Rogers – trombone
  - Hope Ruff, Richard Corey, Vicki Robinson, Dennis Cooley, Cecilia Norfleet – choeurs
- "Piss Aaron" (Enregistré aux Bearsville Studios, Woodstock)
  - Todd Rundgren – chant, piano électrique
  - Amos Garrett – guitare
  - Ben Keith – pedal steel
  - Jim Colgrove – basse
  - Billy Mundi – batterie
- "Hello It's Me" (Enregistré au Record Plant, New York)
  - Todd Rundgren – chant, piano
  - Mark Klingman – orgue
  - Robbie Kogale – guitare
  - Stu Woods – basse
  - John Siomos – batterie
  - Randy Brecker – trompette
  - Michael Brecker – saxophone ténor
  - Barry Rogers – trombone
  - Hope Ruff, Richard Corey, Vicki Robinson, Dennis Cooley, Cecilia Norfleet – chœurs
- Some Folks Is Even Whiter Than Me” (Enregistré aux Bearsville Studios, Woodstock)
  - Todd Rundgren – chant, guitare
  - Mark Klingman – piano
  - Ralph Walsh – guitare
  - Bugsy Maugh – basse
  - Billy Mundi – batterie
  - Serge Katzen – conga
  - Gene Dinwiddie – saxophone ténor
- "You Left Me Sore" (Enregistré au Record Plant, New York)
  - Todd Rundgren – chant, piano
  - Mark Klingman – orgue
  - Robbie Kogale – guitare
  - Stu Woods – basse
  - John Siomos – batterie
  - Hope Ruff, Richard Corey – chœurs
- "Slut" (Enregistré à I.D. Sound Studios, Los Angeles)
  - Todd Rundgren – chant, guitare
  - Rick Vito – guitare
  - Charlie Schoning – piano
  - Tony Sales – basse
  - Hunt Sales – batterie
  - Jim Horn – saxophone ténor
  - John Kelson – saxophone ténor
  - Brook Baxes, Anthony Carrubba, Henry Fanton, Edward Olmos – chœurs